# ドラゴンエネルギー
「ドラゴンエネルギー」は、オーイシマサヨシと加藤純一によるコラボレーション・シングル。2018年8月22日発売。発売元は TIME IS MONEY RECORDS。

## 概要
アニソンシンガーオーイシマサヨシと配信者加藤純一によるコラボシングル。
表題曲は、二人による生配信番組『オーイシ×加藤のニコ生☆音楽王』のオープニングテーマ として番組内企画で製作され、大石昌良により書き下ろされた。
なお、この楽曲にはシャウトマンとしてアニソンシンガーのGeroがシャウトに参加している。
表題曲は、2021年8月25日にポニーキャニオンより発売されるオーイシマサヨシの1stアルバム『エンターテイナー』にCD限定のボーナストラックとして収録されている。

## 収録曲
| #         | タイトル                             | 作詞                                      | 作曲      | 編曲      | 時間 |
| --------- | ------------------------------------ | ----------------------------------------- | --------- | --------- | ---- |
| 1.        | 「ドラゴンエネルギー」               | 大石昌良・加藤純一・ニコ生☆音楽王の視聴者 | 大石昌良  | 大石昌良  | 3:06 |
| 2.        | 「ドラゴンエネルギー」(instrumental) |                                           |           |           | 3:04 |
| 合計時間: | 合計時間:                            | 合計時間:                                 | 合計時間: | 合計時間: | 6:10 |

| #  | タイトル                            | 作詞 | 作曲・編曲 |
| -- | ----------------------------------- | ---- | ---------- |
| 1. | 「ドラゴンエネルギー」(Music Video) |      |            |

## ミュージック・ビデオ
ドラゴンエネルギー
監督 TOHJIRO（伊藤智生）
戦隊モノのような楽曲に合わせ、オーイシ加藤が、ヒーローに変身し、怪獣を倒す映像となっている。

## タイアップ
ドラゴンエネルギー
オーイシ×加藤のニコ生☆音楽王オープニングテーマ

## カバー
小林私 - 2020年10月28日発売のカバーアルバム『他褌』収録。